# Eurybia divaricata
Aster divaricatus · Aster à rameaux étalés
Espèce
Classification phylogénétique
L'Aster à rameaux étalés (Eurybia divaricata (Linné) G. L. Nesom, ou  Aster divaricatus L.) est une espèce de plante à fleurs de la famille des astéracées.
C'est une plante herbacée vivace.